# Dobrețu
Dobrețu is een Roemeense gemeente in het district Olt.
Dobrețu telt 1328 inwoners.